# Clydesdale

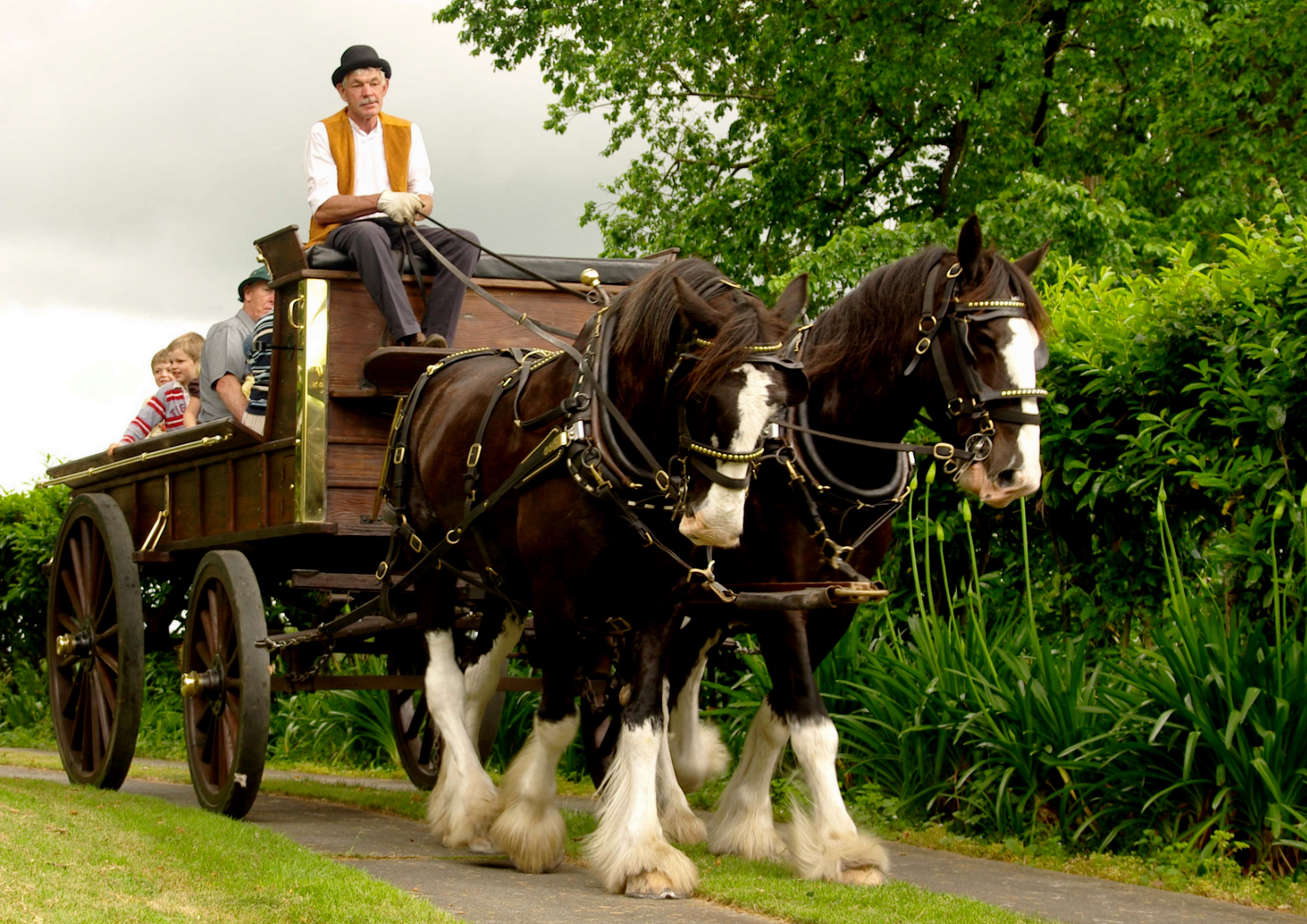
Dvojice tažných Clydesdalů na Novém Zélandu

Clydesdale je plemeno koně staré pouze 200 let. Tito koně pocházejí od řeky Clyde ve Skotsku. Clydesdalové jsou potomci Shirských klisen a Vlámských koní. Když ve Skotsku začali těžit uhlí, potřebovali koně, kteří by zvládli tahat těžké vozy a díky tomuto bylo plemeno Clydesdale zušlechťováno až do dnešní doby.

## Popis plemene
Clydesdale je kůň se vznešeným nošením těla.[zdroj?] Už od samotného počátku šlechtění měl tento kůň výrazné nohy u poměru k tělu. Typický je jejich dlouhý hedvábný rous nad karpálními a hlezeními klouby. Kopyta těchto koní jsou velká, plochá, tvrdá, světlá, ale zdravá.[zdroj?] Žíně na ocasu se u tohoto plemena stříhají nakrátko a proto je vidět celá kelka. Hříva může být zastřihována nebo vyvažována. Obličejová část hlavy je většinou bíle zbarvená, má ušlechtilý výraz a rovný profil hlavy.[zdroj?]
Clydesdalové jsou nejčastěji tmaví hnědáci, hnědáci, ale upřednostňováni jsou bělouši.[zdroj?] Musí mít bílé znaky na hlavě, nohách a spodní části těla. Kohoutková výška se pohybuje od 163 cm, ale většinou bývají vyšší. Mohou vážit i 1000 kg.

## Charakteristika
Clydesdalové jsou nejen nádherní, výkonní a vytrvalí, ale navíc jsou ještě chytří, dobře trénovatelní a mírní.[zdroj?] Kvůli své výšce a hmotnosti potřebují více krmení a větší péči než jiná těžká plemena. Toto plemeno lehce zvládne obtížný terén či náročné podmínky, ale zvláštní péče se vždy musí věnovat jejich kopytům, která kvůli dlouhým a hustým rousům, mohou trpět plísňovými chorobami.